# Пирин пее
„Пирин пее“ е събор на народното творчество, провеждан от 1962 година насам в местността Предела, община Разлог.
В центъра на фестивала са изпълненията на народни песни, но се представят също и инструментална музика, народни танци, различни видове носии и артефакти, свързани с българския фолклор, както и занаяти, обреди и други.

## История
„Пирин пее“ е сред първите събори на народното творчество, които започват да се организират в началото на 60-те години на XX век. Създаден по инициатива на музиколога Илия Манолов, той е проведен за първи път през 1962 година с около 3 хиляди участници, главно певци, от Пиринска Македония. На Втория събор през 1967 година се представят и други фолклорни жанрове – проза, възстановки на обреди, танци. На Третия събор през 1974 година участват 4500 изпълнители, на Четвъртия през 1980 година – 6 хиляди, а на Петия през 1985 година – 7895.
Шестият фестивал се провежда след продължително прекъсване, през 1997 година, организиран от създадена с тази цел Фондация „Пирин пее“. В него участват около 3800 изпълнители, а посетителите са над 200 хиляди. Седмият събор се провежда през август 2001 година.
Фестивалът в 2016 година е проведен под патронажа на президента Росен Плевнелиев.